# Мустафа Решит Паша
Мустафа Решит Паша Бушати (? — 27 мая 1860) — последний албанский паша из знатного рода Бушати. Управлял пашалыком Шкодер в составе Османской империи с 1810 по 1831 год.

## Биография
В 1810 году Мустафа Решит-паша Бушати наследовал своему дяде Ибрагиму Паше Бушати, получив титул мутасаррыфа (губернатора) Шкодера. В 1812 году султан пожаловал ему еще более почётный титул визиря.
В 1813 году Мустафа Решит-паша в составе османской армии под предводительством великого визиря Хуршид Ахмед-паши участвовал в подавлении Первого сербского восстания под руководством Карагеоргия.
В 1820—1822 годах со своим войском вторгся в Южную Албанию, где оказал большую помощь турецким войскам в подавлении восстания Али-паши Янинского. В 1823 году участвовал в военных операциях против восставших греков и совершил неудачный поход на Миссолонги. После неудачи Мустафа-паша с войском вернулся в Северную Албанию и в дальнейшем не принимал участия в подавлении греческого восстания.
В 1828 году в начале русско-турецкой войны шкодерский губернатор Мустафа-паша не спешил оказать военную помощь правительственной армии. Султан Махмуд II направил паше Шкодры один за другим три фирмана с приказом срочно прибыть с войсками на фронт. Но Мустафа-паша под различными предлогами откладывал выступление, и лишь в июле 1829 года его 30-тысячное войско появилось в районе Видина. За два месяца пребывания на фронте албанский паша не предпринял каких-либо военных операций, заключив своего рода негласное перемирие с русской армией. Более того, в ходе экспедиции Мустафа-паша, используя различные каналы, вступил в тайные контакты с российским правительством. Шкодринский правитель старался выяснить, может ли он рассчитывать на поддержку России в случае угрозы его власти со стороны султана.
Весной 1830 года османский султан организовал карательный поход на Албанию. Великий визирь Мехмед Решид-паша с 10-тысячным войском двинулся в Южную Албанию. В боях с отрядами южно-албанских феодалов султанская армия натолкнулась на серьезное сопротивление, и тогда великий визирь решил действовать иными методами. Была объявлена «амнистия» всем руководителям повстанцев; великий визирь пригласил в Монастырь наиболее видных феодалов и представителей крестьянства якобы для того, чтобы обсудить с ними их «законные» требования. Во время устроенного 14 августа 1830 года «в честь» албанских гостей военного парада солдаты по заранее отданному приказу расстреляли находившихся на трибунах около 400 видных представителей мусульманского населения Южной Албании. В результате этой вероломной акции, обезглавившей многие города и общины, великому визирю удалось подчинить юг Албании.
Во время этих событий шкодерский губернатор Мустафа-паша, по некоторым сведениям, тайно поддерживал противников султана, но не оказал активного противодействия Порте. В январе 1831 года Мустафа-паша получил султанский фирман, в соответствии с которым он лишался управления санджаками Охрид, Эльбасан, Дибра, Дукагин, переданных под власть великого визиря. Кроме того, Порта приказывала Мустафа-паше принять в Шкодре гарнизон из регулярных турецких войск и приступить к разоружению албанского населения. Выполнение приказа Порты означало практическую ликвидацию автономии Шкодринского пашалыка.
Мустафа Решид-паша отказался повиноваться указу османского султана Махмудом II и стал готовиться к сопротивлению. Мустафа Решид-паша решил выступить против Танзимата и объединить под своим руководством всех противников новых реформ султана Махмуда. Разосланные по всей Албании агенты шкодринского паши призывали народ к восстанию. Однако призывы эти не нашли достаточного отклика. Активно поддержали Мустафа-пашу албанские паши Косово и некоторых соседних областей. Боснийские феодалы, давно боровшиеся против реформ Махмуда II, также вошли в союз с албанским правителем.
В марте 1831 года Мустафа Решит-паша с войском выступил из Шкодры на Монастырь, где находилась ставка великого визиря Мехмеда Решид-паши. Когда североалбанский правитель дошел до Скопье, численность его воинства достигла 40 тыс. человек за счет присоединения отрядов других албанских пашей. В середине апреля 1831 года армия Мустафа-паши двинулась из Скопье на Монастырь. Албанский предводитель был уверен, что без труда разобьет находившегося там с 6-тысячным корпусом великого визиря и после этого «до самых ворот Константинополя никто ему не воспротивится». Расчеты Мустафа-паши оказались несостоятельными. Регулярная армия великого визиря значительно уступала в численности войскам Мустафа-паши, однако намного превосходила их по мобильности и дисциплинированности.
Армия албанского паши являлась феодальным ополчением, плохо сколоченным и с трудом управляемым. Сам Мустафа-паша проявил нерешительность и медлительность, в то время как его противник действовал с большой энергией, и не только на поле боя. С помощью посулов великому визирю удалось переманить на свою сторону несколько пашей из лагеря Мустафа-паши. В результате 3 мая 1831 года в битве в местности Бабу на Мустафа-паша был разбит, потеряв 2 тыс. воинов убитыми, 14 тыс. пленными и всю артиллерию. Поражение деморализовало армию Мустафа-паши и в конечном счете привело к её распаду. Сам паша поспешно вернулся в Шкодру и заперся в хорошо укрепленном городском замке Розафат.
Осада шкодринской крепости продолжалась шесть месяцев, с мая по ноябрь 1831 года. Осажденные (около 800 человек) успешно отражали приступы турецкой армии, насчитывавшей 14—15 тыс. человек.
Но в последние месяцы в крепости начала ощущаться нехватка воды. К этому времени союзники Мустафа-паши — мятежные боснийские феодалы — заключили соглашение с великим визирем, и осажденный паша лишился какой-либо надежды на помощь извне.
В создавшемся для него трудном положении Мустафа-паша решил прибегнуть к посредничеству Австрии. В августе 1831 года он обратился к Меттерниху с просьбой добиться для него прощения у султана. Венский двор, давно рассматривавший Северную Албанию как сферу своего влияния, решил взять на себя посредничество, тем более что и Порта, у которой назревал конфликт с правителем Египта Мухаммедом Али, была заинтересована в скорейшем завершении военных операций против албанского мятежника. В ноябре 1831 года Мустафа-паша сдал крепость, был «прощен» и увезен в Стамбул, где находился под наблюдением. Его владения и имущество в Албании были конфискованы.
С 1846 года Мустафа Решит-паша занимал должности губернатора в Болу, Кастамону, Адана, Мараш, Конья и др. В 1853 году он был назначен наместником в Герцеговине.
Позднее Мустафа Решит-паша Бушати был назначен губернатором (вали) Медины и исполнял обязанности вплоть до своей смерти в мае 1860 года.